# Ouvrage du Janus

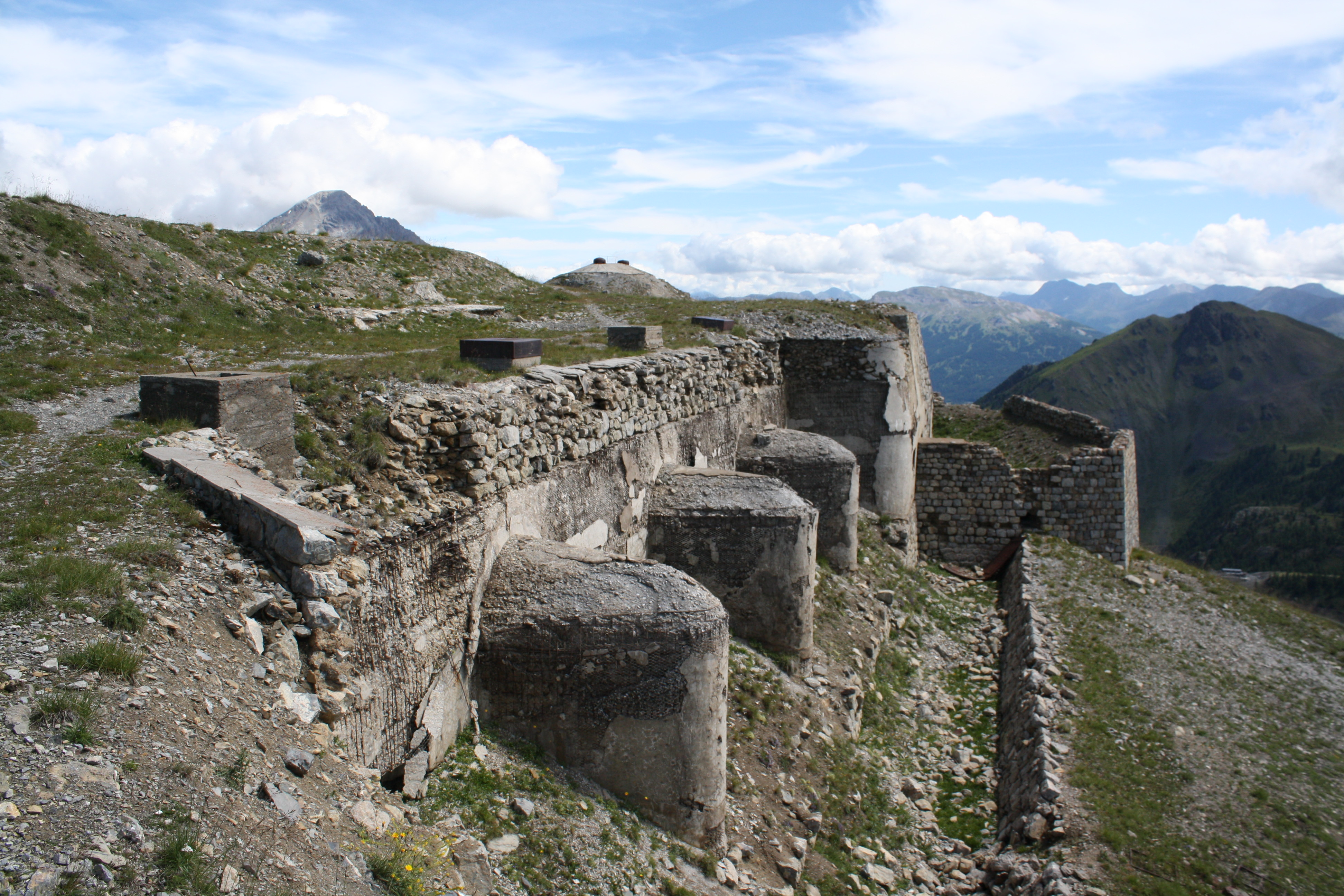
Bloc 8, Bloc de l'ancien ouvrage du Janus renforcé par une carapace de béton de l'ouvrage du Janus

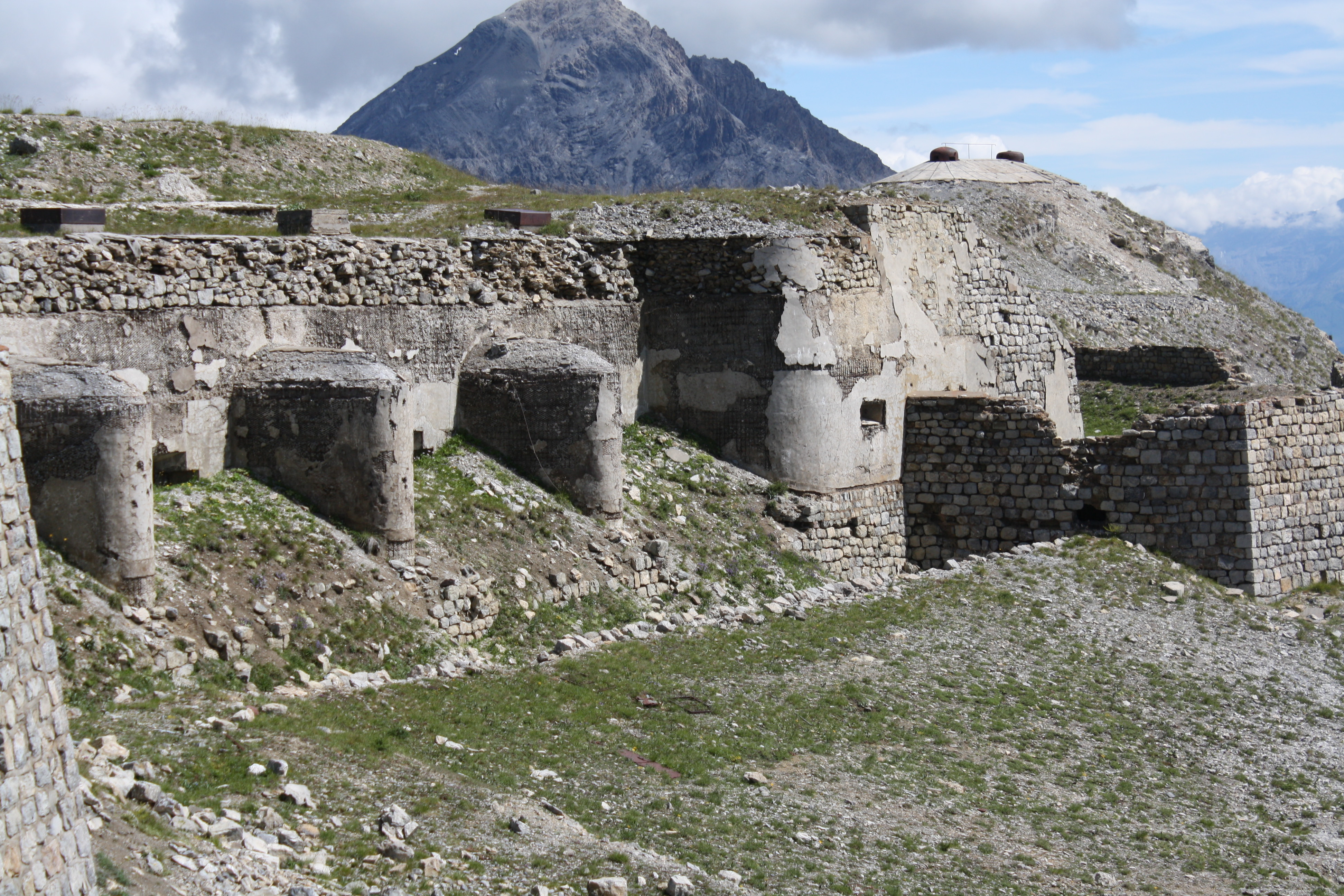
Bloc 8, Bloc de l'ancien ouvrage du Janus renforcé par une carapace de béton de l'ouvrage du Janus (2)

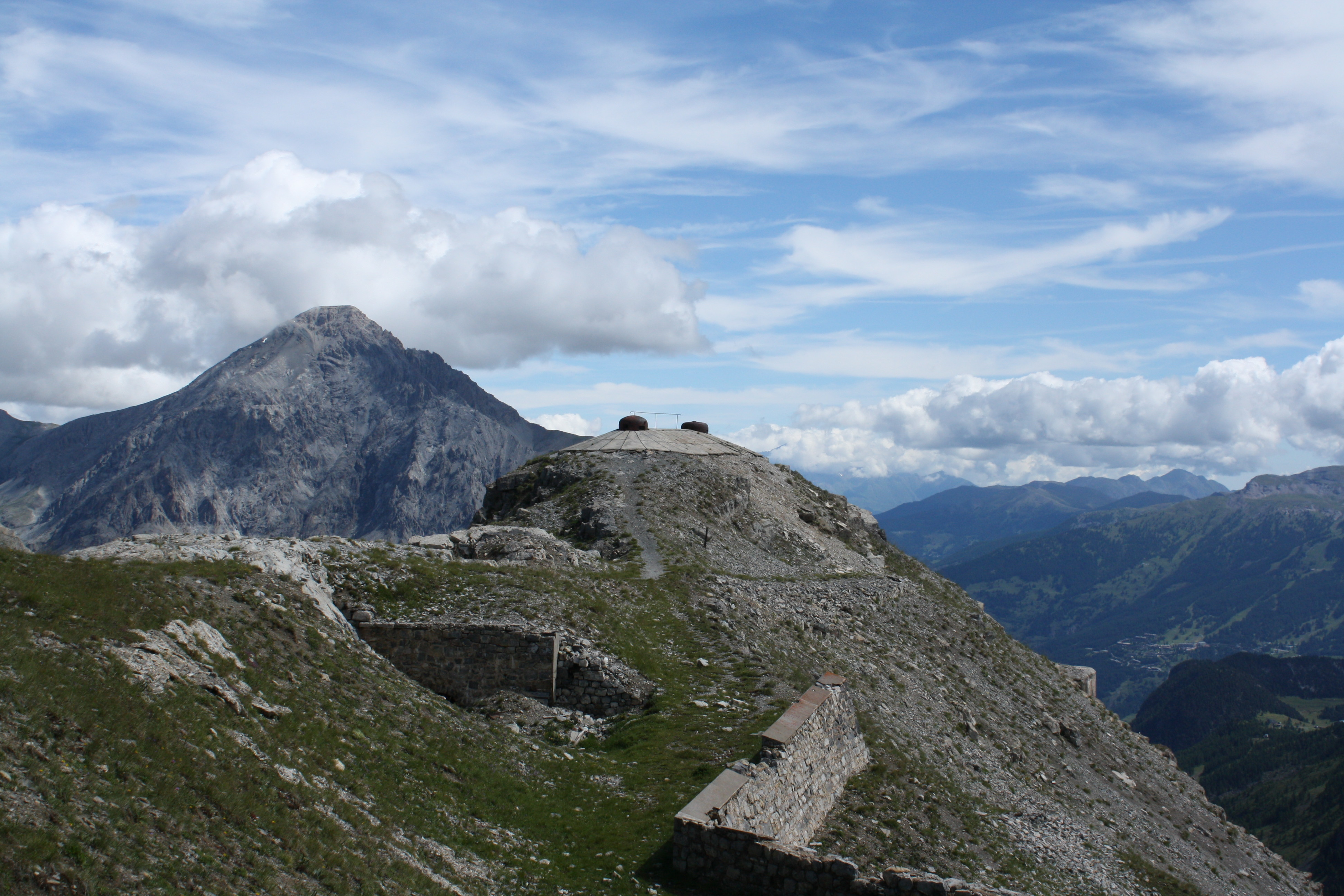
Le bloc 4, observatoire, on imagine sans peine la vue à partir de ce point haut

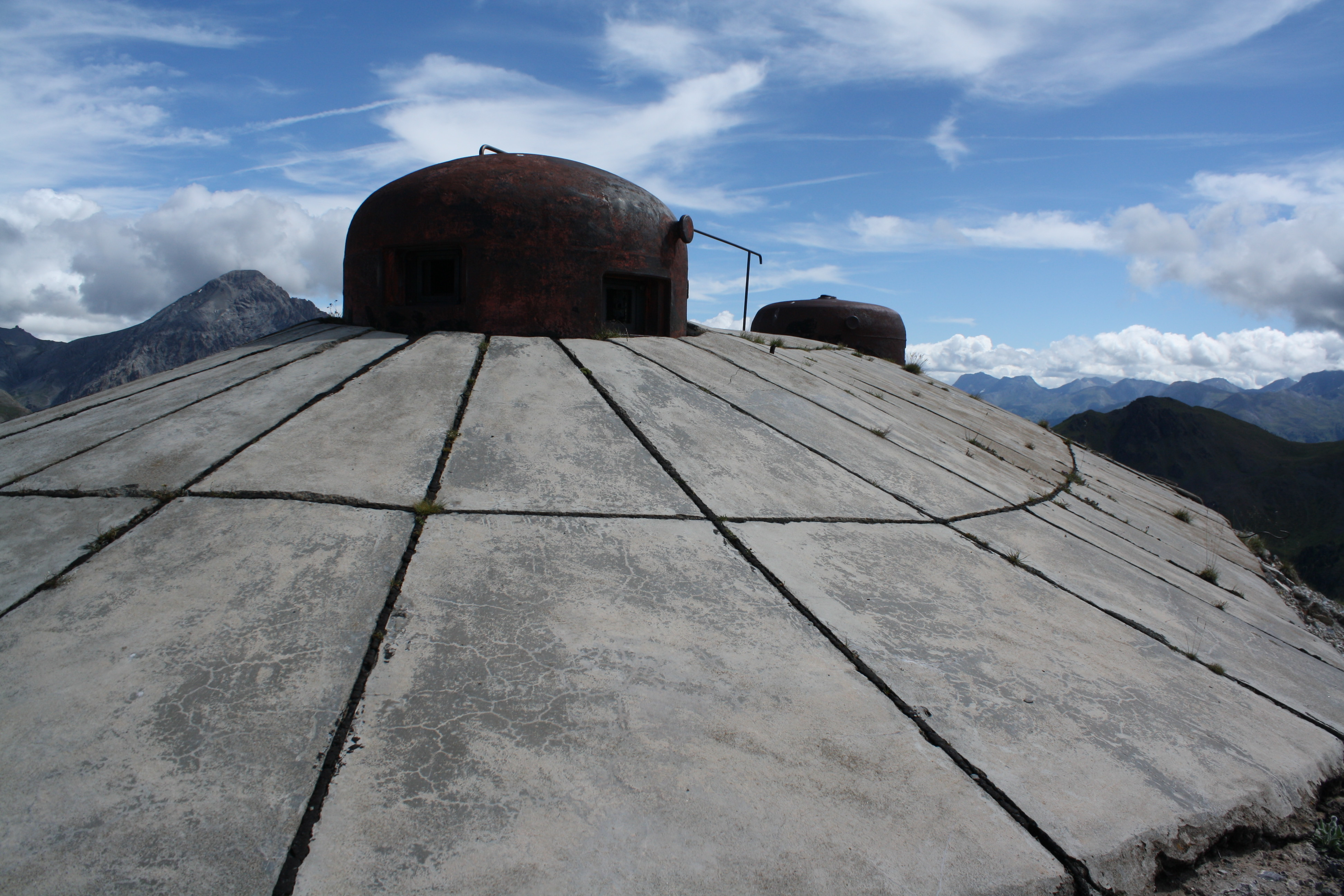
Le bloc 4, observatoire de l'ouvrage du Janus (2)

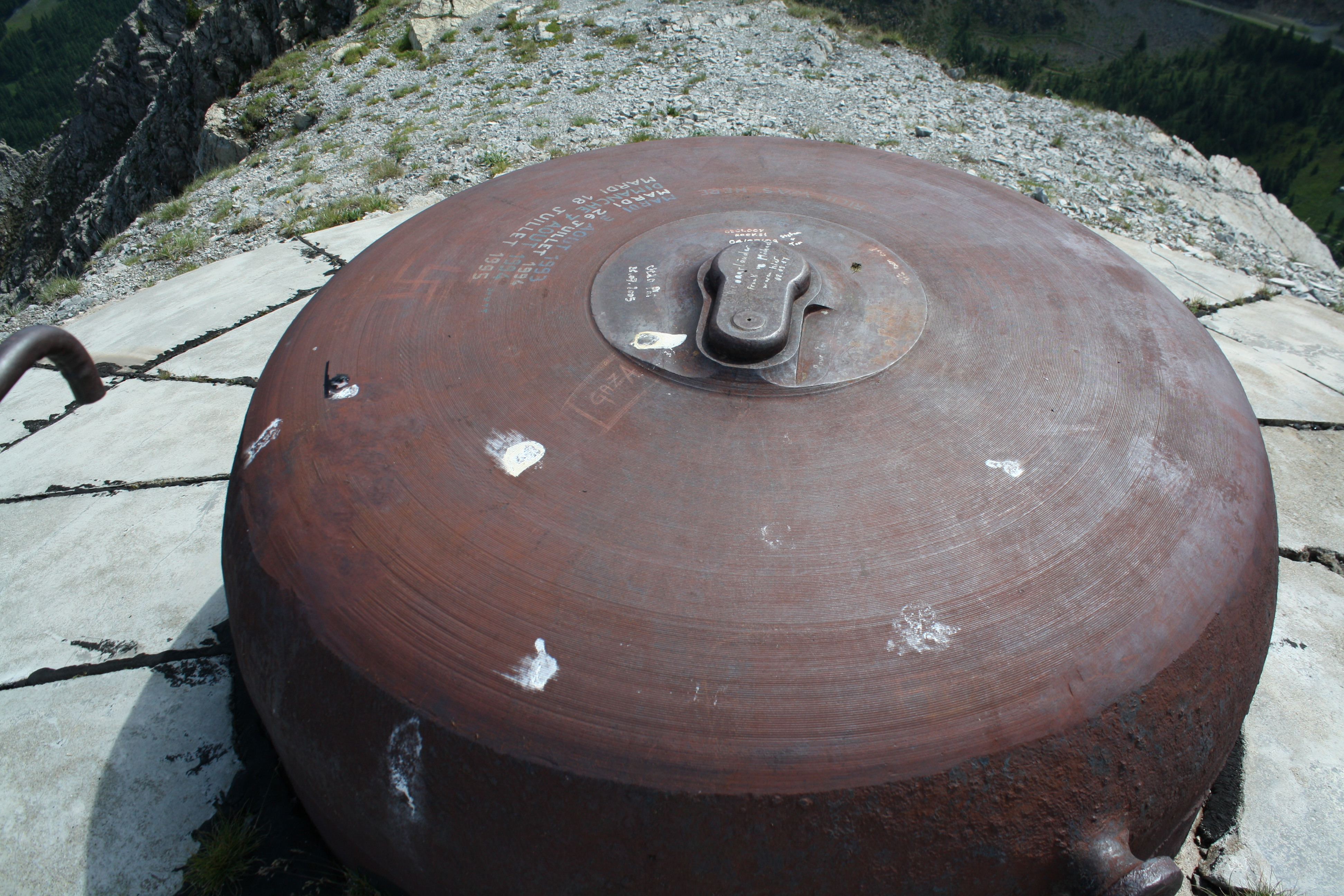
la cloche VDP du Bloc 4 observatoire de l'ouvrage du Janus

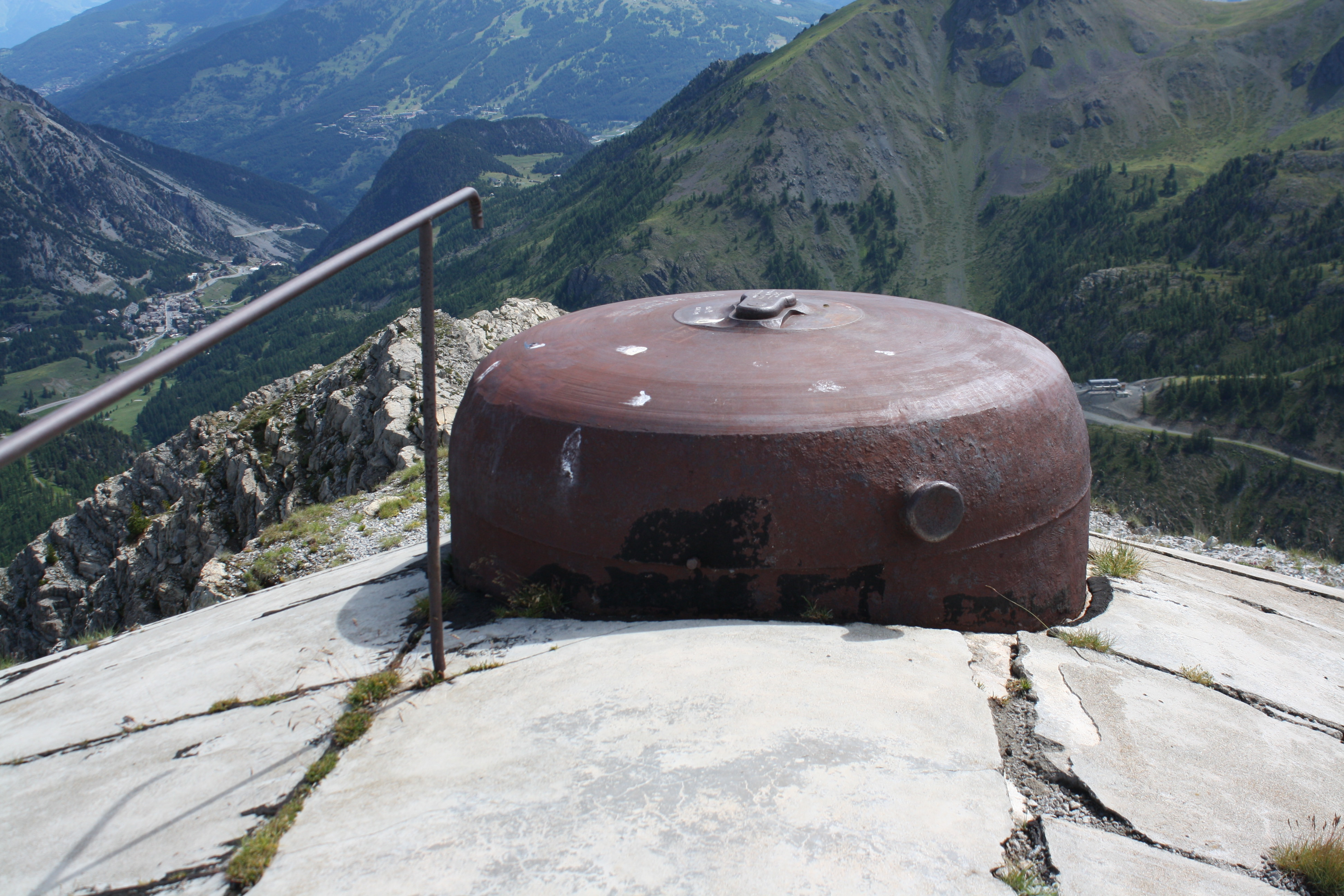
La cloche VDP du Bloc 4 observatoire de l'ouvrage du Janus (2)

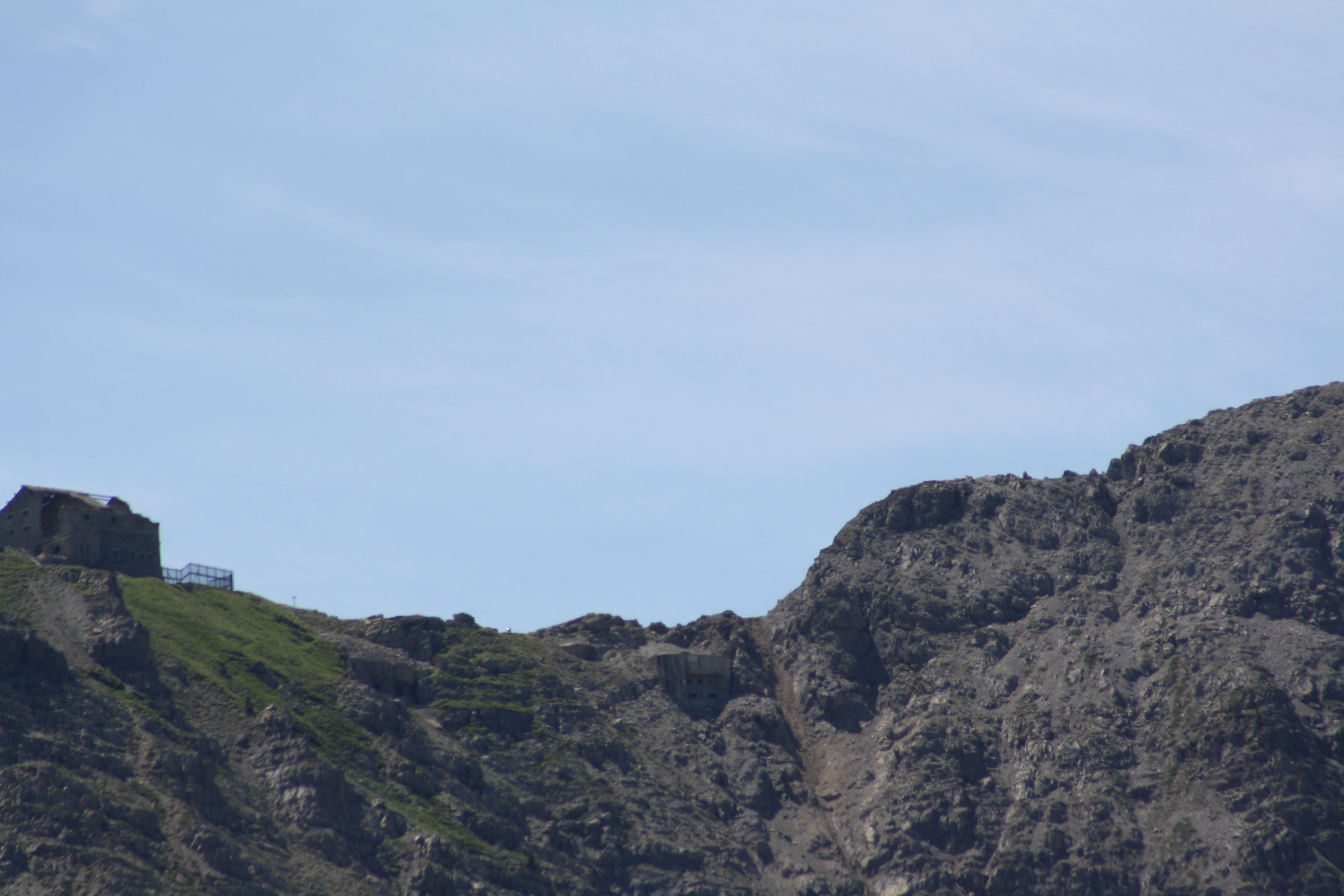
Bloc 2 et bloc 3 due l'ouvrage du Janus, vu du fond de la vallée

L'ouvrage du Janus est une fortification faisant partie de la ligne Maginot, située sur la commune de Montgenèvre, dans le département des Hautes-Alpes.
Il s'agit d'un gros ouvrage d'artillerie construit sur le sommet du mont Janus qui domine Briançon, assez haut pour couvrir la majorité des fortifications françaises défendant le débouché du col de Montgenèvre. L'ouvrage Maginot a été creusé sous le fort Séré de Rivières du même nom, intégrant sa batterie.

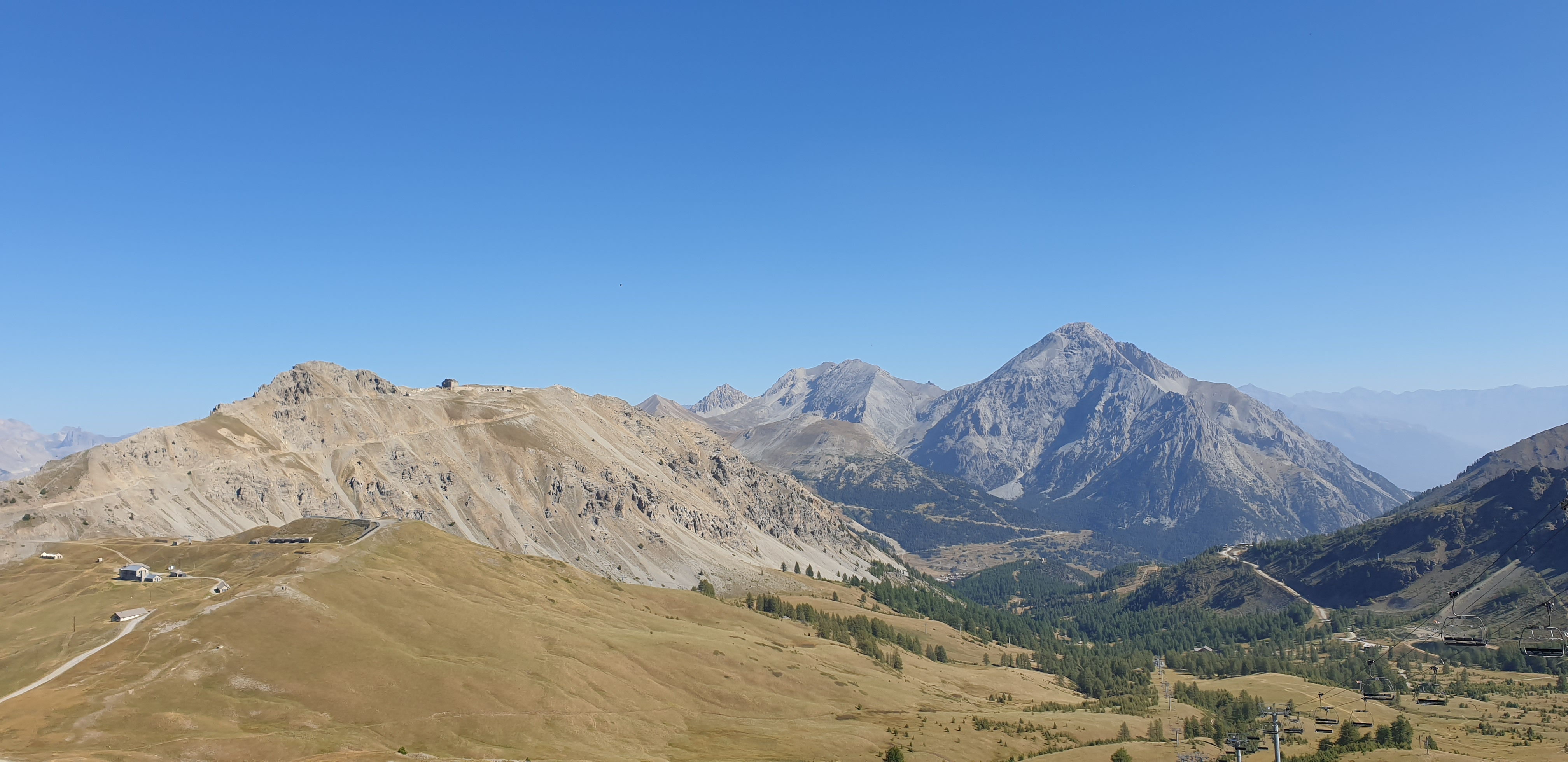
Fort Mont Janus

## Description
L'ancien fort est construit à 2 450 mètres d'altitude, un peu au nord-est du sommet du mont Janus, qui culmine à 2 565 mètres. Ce relief domine la haute vallée de la Durance, le col de Montgenèvre, ainsi que la ville de Briançon qui se situe 5,2 km à l'ouest du Janus.

### Position sur la ligne
Dans les Alpes, les fortifications françaises barrent les différents axes permettant de franchir la frontière franco-italienne et d'entrer en France. Ces défenses barrent les principales vallées. Dans le Briançonnais, la haute-vallée de la Durance est le débouché du col de Montgenèvre. Cet axe est contrôlé par l'ancienne place forte de Briançon, dont la ceinture de vieux forts est renforcée pendant les années 1930 par plusieurs ouvrages bétonnés plus modernes pour la mettre au niveau du reste de la ligne Maginot.
La pièce maîtresse du sous-secteur est l'ouvrage du Janus, perché au-dessus de Briançon. Cet ouvrage d'artillerie est épaulé au sud par les cinq ouvrages d'infanterie du Gondran (A à E), dont le Gondran E, et encore plus loin au sud-est par celui des Aittes, contrôlant la vallée de la Cerveyrette. Deux autres ouvrages n'ont pas été achevés : au col-de-Buffère et au col-du-Granon.

### Souterrains
Comme tous les ouvrages CORF, il disposait dans ses dessous de tous les aménagements prévus : casernement, cuisine, latrines, PC, poste de secours, stocks de munitions, d'eau, de gazole et de nourriture. L'électricité était fournie par le réseau civil, mais en cas de coupure l'ouvrage dispose de trois groupes électrogènes, composés chacun d'un moteur Diesel CLM 408 (fournissant 100 ch à 750 tr/min) couplé à un alternateur. Le refroidissement des moteurs se fait par circulation d'eau.

### Blocs
Le bloc 1 : entrée mixte (pour les hommes comme pour le ravitaillement) à l'ouvrage. Il participe au plan de feu de l'ouvrage avec un créneau pour jumelage de mitrailleuses (une arme mixte était prévue mais n'a pas été installée). Sa défense rapprochée est confiée à une cloche GFM (pour « guetteur et fusil-mitrailleur ») sur les dessus, un créneau pour fusil mitrailleur (FM) et une goulotte lance-grenades. La défense intérieure est assurée par trois créneaux pour FM, complétés par trois créneaux pour FM sur porte blindée.
Le bloc 2 est une casemate tirant en flanquement vers le nord et la route de Montgenévre. Il est équipé de deux créneaux pour mortiers de 81 mm, deux créneaux pour un jumelage de mitrailleuses et deux créneaux pour fusil mitrailleur. Le tout est complété par une sortie de secours.
Le bloc 3 est une casemate d'artillerie orienté vers le nord et la vallée de la Clarée. Son équipement est de deux créneaux pour mortiers de 75 mm modèle 1931. Le fossé diamant, où débouche une sortie de secours, est défendu par une goulotte lance-grenades.
Le bloc 4 est le principal observatoire de l'ouvrage, situé sur un piton secondaire au nord-est du sommet du mont Janus, avec sur ses dessus une cloche GFM et une cloche observatoire VDP (« vue directe et périscopique »).
Le bloc 5 devait servir d'observatoire, avec un simple créneau observatoire pointé vers le nord.
Le bloc 6 est une casemate d'infanterie, servant aussi d'observatoire. Son équipement est composé d'un créneau pour jumelage de mitrailleuses, d'un créneau d'observation vers le sud-est et de deux goulottes lance-grenades.
Le bloc 7 est incrusté dans la falaise, avec pour fonction de compléter le flanquement de la route de Montgenévre, avec un créneau pour jumelage de mitrailleuses.
Le bloc 8 est l'ancienne batterie sous roc du fort Séré de Rivières du Janus, datant de la modernisation du fort de 1898 à 1906. Cet organe a été intégré à l'ouvrage Maginot. Ses quatre créneaux sont pointés vers le sud et le Gondran, chacun armé d'un canon de 95 mm de marine. L'ensemble est complété par un créneau observatoire.

## Histoire
La construction du Janus, classé ouvrage de 3e classe, a coûté un total de 10,318 millions de francs (valeur de décembre 1936) (sans les munitions) :
- acquisition de terrains : néant
- construction : 7 923 000 francs
- aménagements : 673 000 francs
- centrale électrogène : 446 000 francs
- cuirassements : 729 000 francs
- transmissions : 72 000 francs
- armement, munitions, optiques : 473 000 francs.

L'ouvrage est occupé par son équipage à partir d'août 1939, juste avant la mobilisation française. 9 officiers sont présents le 27 août 1939, puis le 29 août l'effectif passe à 10 officiers, 33 sous-officiers et 231 hommes. Le 11 juin 1940, c'est 9 officiers, 35 sous-officiers et 210 hommes. Le commandant l'ouvrage est le chef d'escadron Lefaure, puis Mandrillon. De novembre 1939 à mai 1940, l'ouvrage est évacué dans le cadre du dispositif d'hiver, une petite partie de l'équipage cantonnant au Gondran A et le reste au fort du Randouillet.
Lors de la bataille des Alpes, le 21 juin 1940, guidés par les observateurs de l'ouvrage du Janus, les batteries italiennes du fort du mont Chaberton furent détruites par les tirs de l'artillerie lourde française depuis le hameau du Poët-Morand, près du fort de l'Infernet. Pour augmenter la puissance de tir de l'ouvrage, le tube de rechange pour mortier de 75 mm a été arrimé à un des wagons Decauville et mis en place dans la porte, une embrasure ayant été pratiquée dans le tablier du pont-levis.
Après l'abandon définitif et tardif par l'armée, vers 1986, l'ouvrage a été confié à la commune de Montgenèvre.